# Crni Vrh (Peć)
Crni Vrh (alb. Breg i Zi) je naseljeno mesto u opštini Peć, na Kosovu i Metohiji. Prema popisu stanovništva iz 2011. u naselju je živelo 234 stanovnika.

## Položaj
Selo je brdsko-planinskog tipa. Nalazi se na oko tri kilometara od Peći i smešteno je u podnožju vrha Volujka i Asanovog vrha, na Prokletijama. Graniči se sa selima Brestovik, Ljevoša i drugim.

## Istorija
Do 1999. godine selo je bilo bogato i razvijeno, naseljeno iskljucivo srpskim stanovništvom. U njemu je živelo oko 500 ljudi u više od 100 domaćinstava, koje se većinom bavilo stočarstvom i vinogradarstvom. Selo je 1999. godine, zajedno sa većinom srpskih sela u Metohiji, uništeno do temelja u požaru, tako da je samo jedna kuća ostala van domašaja vatre. Meštani su proterani, stoka, brojne poljoprivredne mašine i pokretna imovina su opljačkani.

## Opis naselja
O samom naselju je ostavio trag Tomislav Gojković, sin Vidoja Gojkovića, unuk Sretkov, koji je želeo da ovekoveči zapis o svom lepom metohijskom selu i da na ovaj način prenese sećanje o selu na mnoga pokolenja:

## Stanovništvo
Prema popisu iz 2011. godine, Crni Vrh ima sledeći etnički sastav stanovništva:
| Nacionalnost | 2011.         |
| Albanci      | 223 (95,30 %) |
| Egipćani     | 10 (4,27 %)   |
| nedostupno   | 1 (0,43 %)    |
| Ukupno       | 234           |

| Demografija | Demografija | Demografija |
| Godina      | Stanovnika  | Stanovnika  |
| ----------- | ----------- | ----------- |
| 1948.       | 361         |             |
| 1953.       | 434         |             |
| 1961.       | 488         |             |
| 1971.       | 407         |             |
| 1981.       | 220         |             |
| 1991.       | 134         |             |
| 2011.       | 234         |             |

## Napomene
1. ↑  Popis iz 2011. na Kosovu i Metohiji su sproveli organi samoproglašene Republike Kosovo. Ovaj popis je bio bojkotovan od strane velikog broja kosovskih Srba, tako da je realan broj Srba na Kosmetu znatno veći od onog iskazanog u zvaničnim rezultatima ovog popisa.

## Spoljašnje veze
- Gugl satelitska mapa (Maplandia)
- Mape, aerodromi i vremenska situacija lokacija (Fallingrain)